# Schutztruppe
Schutztruppe byly německé koloniální jednotky na konci 19. století, působily do konce první světové války. Sestávaly z 80 330 mužů, včetně nosičů a pracovníků, a 200 velbloudů. Působily převážně v Německé východní Africe, Německé jihozápadní Africe, Německém Kamerunu, Togolandu, ale i v Německé Samoi a v Německé Nové Guineji. Menší jednotky byly i v Ťiao-čou. Také se jim říkalo Askari.

## Německá východní Afrika
Na začátku východoafrické kampaně první světové války byly Schutztruppe v Německé východní Africe organizovány do čtrnácti kompanií. Ozbrojených vojáků bylo celkem 2 500. 13. dubna roku 1914 se velení ujal generálmajor Paul von Lettow-Vorbeck. Schutztruppe ve východní Africe byly poslední německé jednotky, které se vzdaly po Příměří z Compiègne. Velení bylo ve městě Dar es Salaam.
1. kompanie - Arusha
2. kompanie - Iringa
3. kompanie - Lindi
4. kompanie - Kilimatinde
5. kompanie - Massoko
6. kompanie - Udjidiji
7. kompanie - Bukoba
8. kompanie - Tabora
9. kompanie - Usumbura
10. kompanie - Dar es Salaam
11. kompanie - Kissenji
12. kompanie - Mahenge
13. kompanie - Kondoa Irangi
14. kompanie - Muansa

## Německá jihozápadní Afrika
Byly rozděleny do dvanácti kompanií a sestávaly z 1 500 mužů. Velení se nacházelo ve městě Windhoek. Jejich velitelem byl generálmajor Viktor Franke. Zajímavostí také je, že v Schutztruppe v jihozápadní Africe sloužili také Rakušané. Kompanie se také dělily na severní a jižní. Vzdaly se 6. června roku 1915.
1. kompanie - Regenstain
2. kompanie - Ukamas
3. kompanie - Kanus
4. kompanie - Okanjande
5. kompanie - Chamis
6. kompanie - Outjo
7. kompanie - Gochas
8. kompanie - Arahoab

## Německý Kamerun
Roku 1914 sestávaly ze 12 kompanií, celkové z 1 600 ozbrojenců. Velení leželo v Soppu. Existovaly od roku 1894, kdy byly vytvořeny z místní policie do kapitulace v únoru 1916.
1. kompanie - Douala
2. kompanie - Bamenda
3. kompanie - Mora
4. kompanie - Soppo
5. kompanie - Bouar
6. kompanie - Mbaiki
7. kompanie - Garua
8. kompanie - Ngaundure
9. kompanie - Dume
10. kompanie - Ojem
11. kompanie - Akoafim
12. kompanie - Bumo

## Togoland
V Togolandu působilo celkem 673 mužů, často velmi špatně zásobovaných. Po vypuknutí války bylo povoláno dalších 1 000 mužů. Všechny jednotky se vzdaly britským a francouzským silám v srpnu 1914.